# Willand (Devon)

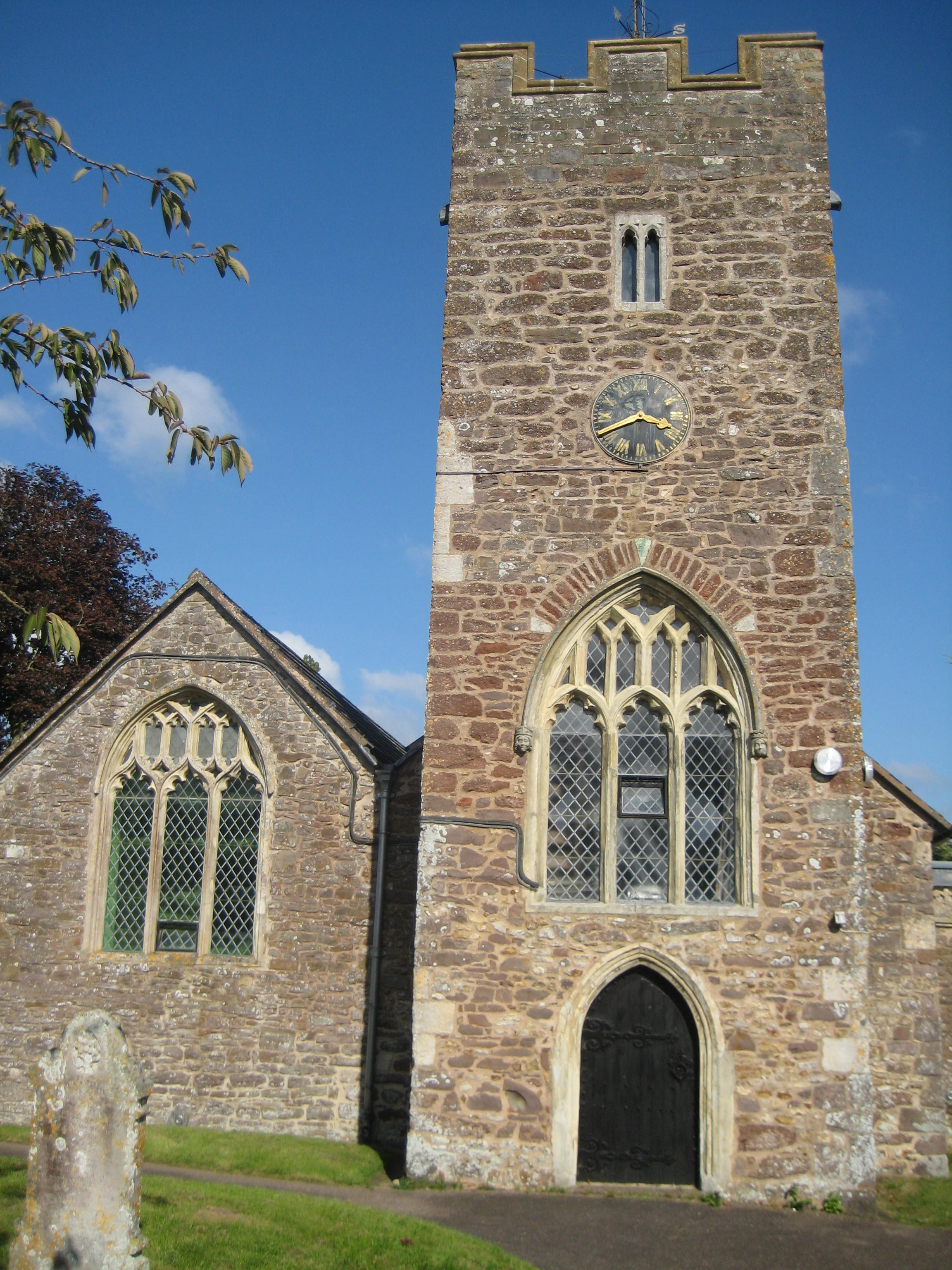
St. Mary in Willand

Willand ist ein Ort und zugleich eine Gemeinde (Parish) im District Mid Devon  in der Grafschaft Devon in England. Der Ort hat 3.750 Einwohner (1991).
Der südenglische Ort liegt etwa 19 km nördlich von Exeter.
Die einzige Schule in Willand ist die Willand School, eine primary school, mit rund 300 Schülern.
In Willand gibt es einen großen Freizeitpark rund ums Baggern: Diggerland.

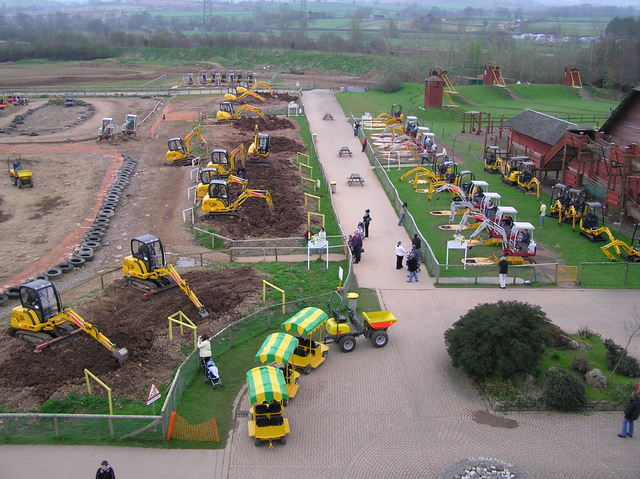
Diggerland
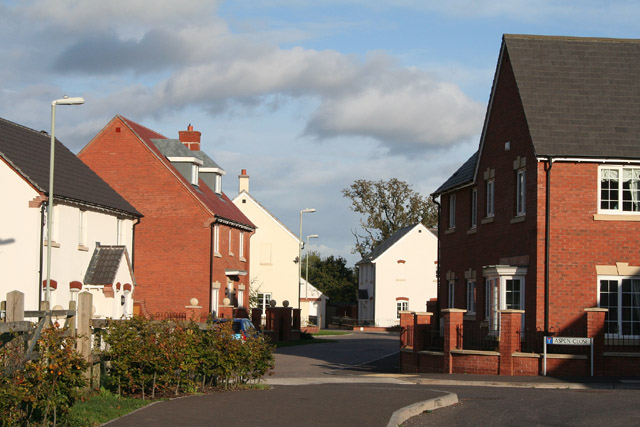
Willand, Aspen Close